# Onthophagus abacus
Onthophagus abacus là một loài bọ cánh cứng trong họ Bọ hung (Scarabaeidae).